# Polycyrtus iconicus
Polycyrtus iconicus är en stekelart som beskrevs av Zuniga 2004. Polycyrtus iconicus ingår i släktet Polycyrtus och familjen brokparasitsteklar. Inga underarter finns listade i Catalogue of Life.